# Travels in Arabia Deserta
Travels in Arabia Deserta (dt. Reisen in Arabia Deserta) ist ein Reisebericht in zwei Bänden von Charles Montagu Doughty aus dem Jahr 1888.

## Hintergrund
1876 reiste Doughty mit einer muslimischen Pilgerkarawane von Damaskus aus in den Süden nach Mada'in Salih. 1878 begleitete er die Butterkarawane weiter nach Mekka und kam bis nach Dschidda. Sein 21-monatiger Aufenthalt in Mittel- und Nordarabien brachte zahlreiche wissenschaftliche Erkenntnisse. Doughty entdeckte zahlreiche Inschriften und Denkmäler, die für die Erforschung der alten arabischen Geschichte bedeutsam wurden.
Noch im selben Jahr kehrte er nach England zurück und begann seine Reiseerlebnisse aufzuschreiben. Das Werk mit 600.000 Wörtern auf 1100 Seiten war zu jener Zeit der bedeutendste und einflussreichste Reisebericht über die arabische Welt und die Beduinen der dortigen Wüsten und hatte großen Einfluss auf die Arabienforschung. Dieses Reisewerk zeichnet sich durch scharfe Beobachtung der geographischen, naturhistorischen, archäologischen und ethnographischen Verhältnisse aus. Anders als viele heutige Reiseberichte, die sprunghaft sind und schnell die Orte wechseln, nimmt sich Doughty viel Zeit, alles, was er sieht und als akzeptierten Teil der Beduinenkultur erlebt, zu beschreiben, wie z. B. von der Art wie Kamele kauen bis zu den speziellen Riten, wie die besondere Form wie Scheichs Kaffee einschenken.

## Inhaltsverzeichnis
Volume I (Erster Band)
- Chapter I.: The Peraea; Ammon and Moab. [Ammon, Moab]

- Chapter II.: The Mount of Edom ; Arabia Petraea. [Arabia Petraea]

- Chapter III.: The Haj Journeying in Arabia. [Hadsch]

- Chapter IV.: Medáin [The "Cities" of] Sâliḥ. [Mada'in Salih]

- Chapter V.: Medáin Sâliḥ and El-Álly. [Mada'in Salih]

- Chapter VI.: El-Álly, El-Khreyby, Medáin.

- Chapter VII.: Return of the Haj.

- Chapter VIII.: The Nomad Life in the Desert.

- Chapter IX.: Life in the Wandering Village.

- Chapter X.: The Nomas in the Deserts; Visit to Treyma.

- Chapter XI.: The Fukura Wandering as Fugitives in another Dîra.

- Chapter XII.: Peace in the Desert.

- Chapter XIII.: Medáin Revisited. Passage of the Harra.

- Chapter XIV.: Wandering upon the Harra with the Moahîb.

- Chapter XV.: Nomad Life upon the Harra.

- Chapter XVI.: The Aarab Forsake the Harra, and Descend to Their Summer Station in Wady Thirba.

- Chapter XVII.: The Moahin Summer Camp in Wady Thirba. Visit to El-Álly.

- Chapter XVIII.: The Fukara Summering at El-Héjr.

- Chapter XIX.: Teyma.

- Chapter XX.: The Date Harvest.

- Chapter XXI.: The Jebel.

- Chapter XXII.: Hâyil.

Volume II (Zweiter Band)
- Chapter I.: Ibn Rashîd's Town. [Āl Raschīd]

- Chapter II.: Life in Hâyil.

- Chapter III.: Depart from Hâyil: Journey to Kheybar.

- Chapter IV.: Kheybar. "The Apostle's Country".

- Chapter V.: The Kheyâbara.

- Chapter VI.: The Medina Life at Kheybar. [Medina]

- Chapter VII.: Galla-Land. Medina Lore.

- Chapter VIII.: Deliverance from Kheybar.

- Chapter IX.: Desert Journey to Hâyil. The Nasrâny is Driven from Thence.

- Chapter X.: The Shammar and Harb Deserts in Nejd. [Schammar; Nadschd]

- Chapter XI.: Journey to El-Kasîm : Boreyda.

- Chapter XII.: Aneyza.

- Chapter XIII.: Life in Aneyza.

- Chapter XIV.: The Cristian Stranger Driven from Aneyza ; And Recalled.

- Chapter XV.: Wars of Aneyza. Kahtân expelled from El-Kasîm.

- Chapter XVI.: Set out from El-Kasîm, with the Butter Caravan for Mecca. [Mekka]

- Chapter XVII.: Ṭâyif. The Sherîf, Emir of Mecca.

- Chapter XVIII.: Wady Fâṭima.

## Rezeption
T. E. Lawrence, der das Buch über 10 Jahre studierte, bezeichnete es als etwas Besonderes, eine „Bibel Arabiens“, und berief sich immer wieder auf diese.
Rory Stewart betont den gesellschaftlichen Wandel, den die Araber innerhalb von einer oder zwei Generationen machten: von Wüstenbeduinen hin zu Besitzern eines sehr ölreichen Landes. Wer Interesse an den kulturellen Sitten und Bräuchen (der Beduinen) habe, solle dieses Buch lesen.

## Ausgaben
- Travels in Arabia Deserta (2 Bände, Cambridge 1888) (Digitalisat Band 1, Band 2)
  - Die Offenbarung Arabiens. Arabia Deserta. Paul List Verlag, Leipzig 1937 (aus dem Englischen von Hertha Federmann)
  - deutsch, bearbeitet, gekürzt und übersetzt von Hans-Thomas Gosciniak: Arabia Deserta. Wanderungen in der Arabischen Wüste 1876–1878. Mit einer Einleitung von Lawrence von Arabien. DuMont, Köln 1979, ISBN 3-7701-1045-5.